# الاگاش (مین)
الاگاش، ماین (به انگلیسی: Allagash, Maine) یک منطقهٔ مسکونی در ایالات متحده آمریکا است که در ایالت مین واقع شده‌است.

## خصوصیات
الاگاش ۳۴۰٫۳۸ کیلومترمربع مساحت و ۲۳۹ نفر جمعیت دارد و ۳۳۵ متر بالاتر از سطح دریا واقع شده‌است.